# Touch Dance
Touch Dance ist ein Remixalbum des britischen Pop-Duos Eurythmics. Es wurde trotz Intervention der Band im Mai 1984 im Rahmen einer Niedrigstpreisaktion von RCA Records veröffentlicht.

## Hintergründe
Nach dem Erfolg des Vorgängeralbum Touch entschied RCA Records, vier Titel des Albums im Rahmen einer Niedrigstpreisaktion als Remix zu veröffentlichen. Grundlage waren die während der Sessions für Touch aufgenommenen Tracks, neu abgemischt von dem französischen DJ François Kevorkian und dem US-Amerikaner John „Jellybean“ Benitez. Zunächst angetan von der Idee, nahmen Annie Lennox und Dave Stewart am Endmix in New York teil. Sie sorgten ebenfalls dafür, dass das Album nicht zum vollen Preis angeboten wurde. Nachdem die Eurythmics die Endfassung gehört hatten, zeigten sie sich sehr unzufrieden mit dem Ergebnis und nannten Touch Dance „vorhersagbar und uninspiriert“. Stewart gab an, dass die Veröffentlichung nicht mit dem Einverständnis der Eurythmics erfolgt sei. Ab Mai 1984 wurde Touch Dance über die Einzelhandelskette Woolworth zum Preis von 2,99 GBP angeboten.

## Musik
Verwendet wurden The First Cut, Cool Blue und Paint a Rumour jeweils in einer Fassung mit Gesang auf der A-Seite und einer Instrumentalversion auf der B-Seite der LP. Als viertes Lied auf der A-Seite ist Regrets vertreten. Die Versionen von The First Cut und Cool Blue unterschieden sich nicht hörbar von den Albumversionen, bei Paint a Rumour wurde der Gesang mit Rhythmuseffekten versehen. Die spürbarste Änderung erfuhr Regrets, dessen Tempo auf ein schwermütiges Niveau verringert wurde, worunter allerdings der Gesang von Annie Lennox leidet. Die Instrumentalversion von The First Cut leidet hörbar unter dem fehlenden Gesang, während die letzten beiden Remixe Cool Blue und Paint a Rumour von allen vertretenen Titeln am besten funktioniert.

## Titelliste
1. The First Cut – 6:34
2. Cool Blue – 5:58
3. Paint a Rumour – 7:26
4. Regrets – 7:34
5. The First Cut (Instrumental) – 7:14
6. Cool Blue (Instrumental) –	6:54
7. Paint a Rumour (Instrumental) – 5:53

## Rezeption
William Ruhlmann von Allmusic schreibt, dass das Album höchstens für DJs oder für Hörer interessant sei, die es interessiert, wie verschieden der gleiche Song klingen kann. Für den durchschnittlichen Käufer sei Touch Dance jedoch uninteressant, weil die Remixe nicht wirklich besser seien als die Originalfassungen.